# Ulrike Kapfer
Ulrike Sophie Kapfer (* 1973 in Karlsruhe) ist eine deutsche Schauspielerin, Hörspiel-, Hörbuch- und Rundfunk-Sprecherin.

## Leben
Am Bodensee aufgewachsen, studierte Ulrike Kapfer Gesang bei Lehrern der Hochschulen in Frankfurt am Main und Hannover. Sie ließ sich danach zur Atem-, Sprech-, und Stimmlehrerin und in Berlin, London, Rom und Los Angeles zur Schauspielerin ausbilden.
1998 begann sie Beiträge in verschiedenen Sprachen für Business-TV-Sender (u. a. VW/Audi) zu sprechen. Zudem las sie so verschiedene Hörbücher wie die Dissertation Penisverletzungen bei Masturbation mit Staubsaugern des Urologen Michael Alschibaja Theimuras, und Zwei Leben von Ewald Arenz ein. Auch lieh sie dem Charakter Iris Monnier in der Mark Brandis-Hörspielreihe ihre Stimme, wie auch der Agnes in Der Rebecca Gablé Reihe "Das Lächeln der Fortuna".
Seit 2013 kamen über 160 Hörbuch- und Hörspielproduktionen unterschiedlichster Couleur für deutsche Hörbuch Verlage wie DAV, Argon, Hörbuch Hamburg, Random House/Der Hörverlag, mvg, avm, und des Hörbuch-Download-Anbieters Audible hinzu. Außerdem war sie in Computerspielen wie Far Cry zu hören, ebenso in mehreren Dokumentationen des Fernsehsenders N24, der ARD und des ZDF.
Sie war Station-Voice von JamFM, RadioBremen, RadioGong und ist aktuelle StationVoice (Stand: Juni 2025) von radioeins, ferner Trailerstimme der Deutschen Welle und Podcast-Stimme von Audible, Argon und Storytel, sowie des Fraunhofer Instituts und des Bundesministeriums für Bildung und Forschung.
Ulrike Kapfer lebt in Potsdam.

## Filmographie

### TV
- 1996: Ein starkes Team, Mörderisches Wiedersehen, Regie: Michael Steinke, ZDF
- 2012: Komm, schöner Tod, Regie: Friedemann Fromm, ZDF
- 2019: BÄM!, Regie: Serdar Somuncu, Tele 5

### Kino
- 2008: Input Out (kurz), Regie: Jonas Römmig

## Hörbücher und Hörspiele (Auszug)
- 2011: Rosa Luxemburg. Ich war, ich bin, ich werde sein, Hörbuch, Rosa-Luxemburg-Stiftung Büro Brüssel
- 2011: Penisverletzungen bei Masturbation mit Staubsaugern, Hörbuch, Michael Alschibaja Theimuras, HörbuchFM
- 2011: Operation Sonnenfracht, Mark Brandis-Reihe, Hörspiel, Nikolai von Michalewsky, Regie: Balthasar von Weymarn, Folgenreich
- 2014: Dark Canopy, Hörbuch, Jennifer Benkau, Audible
- 2014: Raumkadett, Tatort Astronautenschule, Hörspiel, Mark Brandis-Reihe, Regie: Balthasar von Weymarn, Interplanar für Universal
- 2014: Dark Destiny, Hörbuch, Jennifer Benkau, Audible
- 2014: Die Drei, Hörbuch, Sarah Lotz, Random House Audio
- 2015: Terminal 3, Was im Verborgenen liegt[12], Hörspiel, Ivar Leon Menger, John Beckham, Audible
- 2015: Das Geheimnis der Äbtissin, Hörbuch, Johanna Marie Jakob, Audible
- 2015: Das Erbe der Äbtissin, Hörbuch, Johanna Marie Jakob
- 2015: Das Haus am Himmelrand, Hörbuch, Bettina Storks, Audible
- 2015: Passagier 23, Sebastian Fitzek, Hörspiel, Regie: Johanna Steiner, Audible
- 2015: Klar ist es Liebe, Hörbuch, Sandy Hall, Hörbuch Hamburg
- 2016: Was wir getan haben, Hörbuch, Karen Perry, Argon Verlag
- 2016–2017: Waringham Saga: Robin – 1-3, Hörspiel, Rebecca Gablé, Regie: Johanna Steiner, Audible
- 2017: Das rote Licht des Mondes, Lina Kauffmeister 1, Hörbuch, Silvia Kaffke, Audible
- 2017: Das dunkle Netz der Lügen, Lina Kauffmeister 2, Hörbuch, Silvia Kaffke, Audible
- 2018: Monster 1983, Hörspiel, Regie: Ivar Leon Menger, Audible
- 2019: Im Sommer wieder Fahrrad, Hörbuch, Lea Streisand, Audible
- 2019: Darf ich weinen, darf ich trauern, Hörbuch, John le Carré, Audible
- 2019: Das Salzmädchen, Hörbuch, Rosie M. Clark, Audible
- 2019: Bienenleben, Hörbuch, Sarah Wiener, Aufbau Verlag
- 2019: Die juten Sitten 1 und 2, Hörspiel, Anna Basener, Regie: Anja Herrenbrück, Audible
- 2019: Heliosphere 2265, Vergeltung, Hörspiel, Andreas Suchanek, Regie: Balthasar von Weymarn, Interplanar für Maritim
- 2019–2020: Waringham Saga: Isaac & Eleanor 1-3, Hörspiel, Rebecca Gablé, Regie: Josef Ulbig, Audible
- 2020: Unter Haien 1-2, Hörspielreihe, Hörspiel, Nele Neuhaus, Regie: Anja Herrenbrück, Audible
- 2020: Die einzige Wahrheit, Hörbuch, Jodi Picoult, Audible
- 2020: Die Spionin, Hörbuch, Imogen Kealey, Audible
- 2020: Me too, Von der ersten Enthüllung bis zur globalen Bewegung, Hörbuch, Jodi Kantor, Meghan Twohey, Audible
- 2020: Befreit, Hörbuch, Tara Westover, ABP Verlag
- 2021: Und auf Erden Stille,[13] Hörspiel, Rolle: Anna, Buch und Regie: Balthasar von Weymarn, Folgenreich
- 2021: Der Countdown-Killer[14], Hörbuch und Podcast, Rolle: Erzählerin, Ellen, Amy Suiter Clark, Argon Verlag
- 2021: Fritz und Emma[15], Hörbuch, Barbara Leciejewski, Hörbuch Hamburg
- 2021: Die Rückkehr, Hörbuch, Lone Theils, Storytel
- 2021: Das Kind von Gleis 1, Hörbuch, Gill Thompson, Audible[16]
- 2021: Das Herrenhaus im Moor, Hörbuch, Felicity Whitmore, dtv Audio[17]
- 2022: Pantopia, Hörbuch, Theresa Hannig, Argon Verlag
- 2022: Für immer und noch ein bisschen länger, Hörbuch, Barbara Leciejewski, Hörbuch Hamburg
- 2022: Die Wut, die bleibt, Mareike Fallwickl, Argon Verlag
- 2022: Ich möchte lieber nicht, Hörbuch, Juliane Marie Schreiber, Osterwold
- 2022: Das Licht in den Bäumen, Hörbuch, Patricia Koelle, Argon Verlag
- 2022: Was wir glauben, wer wir sind, Hörbuch, Nesibe Özdemir, Argon Verlag
- 2022: Bittersüß, Hörbuch, Susan Cain, Argon Balance
- 2023: What Women Want, Hörbuch, Maxine Mei-Fung-Chung, Argon Verlag & BookBeat
- 2023: Schockwellen, Hörbuch, Claudia Kemfert, Argon Verlag
- 2023: Der Abnehmkompass, Hörbuch, Michaela Axt-Gadermann, Random House Audio & Audible
- 2024: Cat Bohannon: Eva, Hörbuch-Download, der Hörverlag, ISBN 978-3-8445-5113-6
- 2024: Ewald Arenz: Zwei Leben, Hörbuch, DAV, https://www.der-audio-verlag.de/hoerbuecher/zwei-leben-arenz-ewald-978-3-7424-3318-3/
- 2025: Stromlinien, Hörbuch, Rebekka Frank, Argon Verlag, ISBN 978-3-7324-7870-5

## Computerspiele-Synchronisation
- 2014: Far Cry 4
- 2014: The Crew
- 2014: Watch Dogs
- 2015: Assassin’s Creed: Syndicate – Jack the Ripper
- 2015: Assassin’s Creed: Syndicate
- 2016: Tom Clancy’s The Division
- 2016: Rabbids Appisodes
- 2017: For Honor
- 2017: Assassin’s Creed Origins
- 2018: The Crew 2
- 2018: Assassin’s Creed Odyssey
- 2019: Far Cry: New Dawn
- 2019: Tom Clancy’s The Division 2
- 2019: Tom Clancy’s Ghost Recon: Breakpoint
- 2020: Assassin’s Creed Valhalla

## Podcasts
- 2018: Die blaue Stunde mit Serdar Somuncu, radioeins[18]
- 2019: Tierarzt Dr. Tierazzt, Buch: Fee Krämer und Alexander Hassenkamp, argon.lab[19]
- 2020: Artikel X[20]
- 2021: Justice Delayed – Der Fall des Countdown-Killers. Ein Crime-Hörspiel-Podcast[21]
- 2021: Welt der Physik ab Folge 322[22]

## Auftritte
- 2013–2017: RadioeinsRadioshow
- 2018: Die blaue Stunde mit Serdar Somuncu, 9. Dezember 2018